# La grande speranza
La grande speranza («La gran esperanza» en español), es una película bélica italiana de 1954 protagonizada por Lois Maxwell, Renato Baldini y Earl Cameron. Ganó el Premio Especial del Senado de Berlín y el Premio OCIC en el Festival Internacional de Cine de Berlín.

## Argumento
Un capitán de submarino italiano lleva a cabo con éxito ataques contra barcos mercantes enemigos en el Océano Atlántico oriental durante la Segunda Guerra Mundial, y luego rescata a los supervivientes de sus víctimas, incluida una miembro del Cuerpo del Ejército de Mujeres Canadiense (y un perro). La compulsión del capitán por salvar a sus víctimas culmina con su embarque a bordo de 24 marineros mercantes daneses adicionales; sin espacio abajo, se acomodan debajo de la pasarela fuera del casco, con riesgo de ahogarse si el submarino se ve obligado a sumergirse. Luego navega a los sobrevivientes cientos de kilómetros a través del océano abierto en la superficie para llevarlos a tierra en las Azores.

## Reparto
- Lois Maxwell como Teniente Lily Donald.
- Renato Baldini como el comandante del submanrino.
- Carlo Bellini como Oficial.
- Aldo Bufi Landi como Teniente.
- Earl Cameron como Johnny Brown, prisionero de guerra.
- David Carbonari
- Ludovico Ceriana
- Carlo Delle Piane como Ciccio.
- Edward Fleming como Jean Cartier.
- José Jaspe como Prisionero de guerra español.
- Paolo Panelli
- Rudy Solinas
- Henri Vidon como Robert Steiner.
- Folco Lulli como Nostromo, primer oficial.
- Guido Bizzarri